# ブリタ
ブリタ（BRITA GmbH）は、ドイツ・ヘッセン州タウヌスシュタインに本拠を置く、浄水器メーカー、ならびに商品ブランド名である。
1966年に、ハインツ・ハンカマーによって設立された、同族会社である。社名・ブランド名の「ブリタ」は、創業者の娘の名前に由来する。
日本においては、BRITA Japan株式会社が輸入販売を手がける。総代理店は小泉成器株式会社が担当している。

## 日本法人
2005年に設立された。輸入販売を手がける。

## 製品

### 家庭用浄水器
- ポット型浄水器

2007年頃に、大幅なモデルチェンジがなされた。新製品は従来の製品と、フィルターの互換性がないが、2009年現在では新製品用のフィルターがMAXTRA(マクストラ)、従来製品のフィルターがCLASSIC(クラシック)という名前でともに販売されている。
なお、従来の浄水器本体のパッケージ/本体底部には"Made in Germany"と記載されていたが、新製品はこれまで、パッケージのみに"Quality and Design BRITA Germany"とのみ記載されていて、本体の生産国は不明であったが、最近出荷分の一部の製品には、外箱側面ラベルに本体：中国製／フィルタ：ドイツ製、本体・フィルタ：ドイツ製と生産国の記載が行われるようになった。ウォーター(水で使う場合)フィルターとホット(お湯にして使う場合)フィルターと別々に売られており、二種ポットを買い、使い分けるのが一般的である。
- 蛇口型浄水器

蛇口に取り付けるタイプの浄水器。フィルターはON TAP(オンタップ)を使用する。
- ビルトイン浄水器（日本では未発売）

### コーヒーメーカー
直接ブリタ社が発売していないが、ブラウンKF 550がブリタ社製フィルター KWF 2を使用する(販売終了)。KWF 2はブラウン社からサービスパーツ（専用別売品）として購入する。